# Burlington (Alabama)
Burlington, auch unter dem Namen Mount Olive bekannt, ist ein gemeindefreies Gebiet im Elmore County im Bundesstaat Alabama in den Vereinigten Staaten.

## Geographie
Burlington liegt im Osten Alabamas im Süden der Vereinigten Staaten. Es befindet sich etwa 11 Kilometer südlich des 18.000 Hektar großen Lake Martin.
Nahegelegene Orte sind unter anderem Tallassee (unmittelbar südlich angrenzend), Eclectic (8 km nordwestlich), Tuskegee (17 km südöstlich), Franklin (17 km südöstlich) und Notasulga (22 km östlich). Die nächste größere Stadt ist mit 205.000 Einwohnern die etwa 29 Kilometer südwestlich entfernt gelegene Hauptstadt Alabamas, Montgomery.

## Geschichte
Als Vorbild bei der Namensgebung diente Vermutungen zufolge eine ostamerikanische Stadt. 1841 wurde ein Postamt eröffnet.

## Verkehr
Burlington liegt unmittelbar an der Alabama State Route 229, die 17 Kilometer südlich einen Anschluss an den Interstate 85 herstellt.
Etwa 9 Kilometer südöstlich befindet sich der Tallassee Airport, der aber in den 1970er Jahren auf unbestimmte Zeit geschlossen wurde. 18 Kilometer südöstlich befindet sich der Flughafen der Stadt Tuskegee, Sharpe Field.